# Никольский, Александр Михайлович (отоларинголог)
Александр Михайлович Никольский (11 (23) июня 1878, Спасск, Тамбовская губерния — 14 апреля 1933, Томск) — врач-отоларинголог, титулярный советник (1908), профессор на кафедре болезней уха, горла и носа Томского государственного университета; с 1925 по 1928 год являлся председателем хозяйственного совета томских госпитальных клиник.

## Биография
Александр Никольский родился 11 (23) июня 1878 года в Спасске, в семье приходского священника Тамбовской губернии, впоследствии ставшего потомственным почетным гражданином. В 1902 году, после окончания Тамбовской духовной семинарии, Александр был за казенный счет направлен учиться в Петербургскую духовную академию. Однако он предпочел медицину и стал студентом медицинского факультета Томского университета: во время учебы, начиная с третьего курса, он получал стипендию Восточной Сибири, составлявшую 300 рублей в год, а затем — стипендию имени потомственного почетного гражданина Л. И. Кузнецова (составлявшую 250 рублей в год). Являясь студентом пятого курса, Никольский в течение года исполнял должность ординатора в госпитальной хирургической клинике (из платы по найму), во главе которой стоял профессор, хирург Платон Тихов. Под руководством Тихова, Никольский занимался изучением оперативной оториноларингологии.
В 1908 году, после окончания университета со степенью лекаря (с отличием), Александр Никольский с 15 ноября являлся лаборантом, а с 15 октября 1910 — исполняющим должность (и.д.) ассистента на кафедре госпитальной хирургической клиники; 22 мая 1912 года он стал ассистентом кафедры. В 1909 году он успешно сдал экзамен на степень доктора медицины, а в мае 1912 года защитил диссертацию на тему «О перевязке подчревных и маточных артерий» («О перевязке art. hypogastricae et uterinae») на соискание ученой степени доктора медицины. Защита состоялась в совете медицинского факультета Томского университета. В том же, 1912, году — с 1 июня по 1 сентябрь — он был командирован в Европу для изучения новых методов исследования пищевода, бронхов и трахеи в клиниках Берлина, Гамбурга и Стокгольма. За границей также приобрел медицинское оборудование и хирургические инструменты для проведения операций на ЛОР-органах.
13 декабря 1912 года Александр Никольский стал приват-доцентом на кафедре госпитальной хирургической клиники, оставаясь при этом в должности ассистента. С осени следующего года он вел практический курс по оперативной оториноларингологии, трахеобронхоскопии и эзофагоскопии для студентов пятого курса; также проводил и амбулаторные приемы больных. В 1914/1915 учебном году ассистировал на лекциях профессора Николая Березнеговского; в течение двух следующих учебных годов ассистировал на практических занятиях профессору Тихову.
Во время Первой мировой войны Александр Никольский был прикомандирован к санитарной части 13-й армии на Западном фронте (по просьбе главного управления Красного Креста): вместе с коллегами оказывал помощь в лечении солдат, пострадавших в ходе применения химического оружия. Находился на фронте с 23 мая по 1 октября 1915 года. В 1916 году, во время летних каникул, выезжал на Юго-Западный фронт, где работал в Белостоке — в Тверском этапном лазарете. Во время Гражданской войны, с 27 мая 1918 по 26 ноября 1919 года, преподавал по курс о вывихах и переломах и заведовал кабинетом болезней уха, горла, носа.
31 января 1920 года Никольский стал доцентом, а с августа — профессором по оториноларингологии (на основании декрета Совнаркома). С 1 января 1921 он, в звании профессора, исполнял обязанности ассистента госпитальной хирургической клиники; временно заведовал госпитальной хирургической клиникой. В 1923 году стал постоянным заведующим кафедрой уха, горла и носа Томского университета — оставался на этом посту до конца жизни. В 1921 году организовал первую в Сибири клинику болезней уха, горла и носа — став её первым главой. В 1924 году для клиники, не имевшей собственных помещений, было выделено десять кроватей в госпитале. В 1931 году клиника была переведена в здание факультетских клиник: с увеличением мест до пятнадцати.
В период с 1925 по 1927 год Александр Никольский являлся главным врачом госпитальных хирургических клиник Томска; в 1925—1928 годы он также избирался председателем хозяйственного совета клиник. В 1923 и 1924 годах был откомандирован в Москву и Петроград для приобретения хирургических инструментов и ознакомления с современной (в том числе — иностранной) литературой. Принимал участие в работе II Всесоюзного (V Всероссийского) съезда оториноларингологов в Москве (1927) и III Всесоюзного (VI Всероссийского) съезда оториноларингологов в Одессе (1929). В 1929 и 1930 годы он выезжал на курорт Карачи для изучения методов грязелечения. Принимал участие в работе Общества естествоиспытателей и врачей. Скончался 14 апреля 1933 года от осложнений после операции, проводившейся в связи с язвой двенадцатиперстной кишки.

## Работы
Александр Никольский являлся хирургом широкого профиля и сторонником активного вмешательства при ЛОР-заболеваниях: им был усовершенствован целый ряд оперативных методов лечения. Изучал новообразования полости и придаточных пазух носа, гортани и носоглотки. Собрал коллекцию инородных тел, извлеченных из больных — коллекция стала первым собранием такого рода в Сибири. Является автором около сорока печатных работ, посвященных вопросам хирургии и оториноларингологии:
- К вопросу о пересадке грудной железы. Б. м., 1906; Эпителиальные кисты пальцев и ладони // Хирургия. 1909. № 149;
- К вопросу о первичном раке конечностей, об остеопластической ампутации бедра по Сабанееву и о вылущении плечевого пояса // Хирургический архив Вельяминова. 1910. Книга 4;
- Врожденное отсутствие червеобразного отростка и случай полного забрюшинного положения его: Клиническое значение этих аномалий // Русский врач. 1916. № 45;
- Эзофагоскопия при инородных телах в пищеводе: Клиническая монография. Томск, 1921;
- Гематомы и абсцессы носовой перегородки // Известия Томского университета. 1924. Томск. 74;
- К хирургии сосцевидного отростка: К вопросу о так называемом опасном сосцевидном отростке // Известия Томского университета. 1925. № 76;
- К клинике трахеобронхоскопии и эзофагоскопии // Сибирский архив теоретической и клинической медицины. 1926. Том 1. Книга. 4.

## Семья
Александр Никольский был женат на Елене Александровне (урожденная — Захарова, 1883—1924); в семье была дочь Татьяна (1909—1992), ставшая геологом, дочь Кира (род. 1914), окончившая Томский медицинский институт в 1940 году и ставшая заслуженным врачом РСФСР. Вторым браком был женат на Марии Александровне (урожденная — Никитина, род. 1891).

## Архивные источники
- Государственный архив Томской области (ГАТО). Ф. 102. Оп. 1. Д. 893;
- ГАТО. Ф. Р-815. Оп. 1. Д. 53;
- ГАТО. Ф. Р-815. Оп. 1. Д. 171;
- Архив Сибирского Государственного Медицинского университета. Личное дело А. М. Никольского;
- Музей кафедры оториноларингологии (материалы к биографии А. М. Никольского);